# HD 131919
HD 131919，又名CD-2811055，SAO 183030、HR 5565，是一颗恒星，视星等为6.29，位于銀經333.44，銀緯26.16，其B1900.0坐标为赤經14h 51m 15.5s，赤緯-28° 26.16′ 12″。